# Palazzo Carafa di Maddaloni
Il palazzo Carafa di Maddaloni (già palazzo D'Avalos) è un palazzo monumentale di Napoli ubicato in via Maddaloni, lungo il decumano inferiore, immediatamente alle spalle del palazzo Doria d'Angri e adiacente a via Toledo; si tratta di uno dei principali edifici in stile barocco della città.

## Storia
L'edificio fu eretto nel 1580 per volere di Cesare d'Avalos, marchese di Padula, che ottenne in censuo un terreno di proprietà di Camillo Pignatelli, duca di Monteleone, denominato "Biancomangiare". In un atto di vendita di un terreno datato 8 gennaio 1582 vennero evidenziati i confini del giardino del convento degli Olivetani della vicina chiesa di Sant'Anna dei Lombardi e del palazzo, mentre nell'aprile del medesimo anno, con lo stato avanzato dei lavori, il marchese ottenne in enfiteusi dai monaci di Monteoliveto una parte di un loro terreno chiamato "Carogioiello", estendendo così la proprietà fino ad avere come limite l'antica via omonima. Nel 1585 fu poi acquisito un'ulteriore porzione di suolo dall'Arciconfraternita dei Pellegrini definendo i nuovi confini del palazzo a quelli che tutt'oggi ha, quindi fino a via Senise, che chiuse definitivamente il quarto lato alle spalle del corpo di fabbrica.

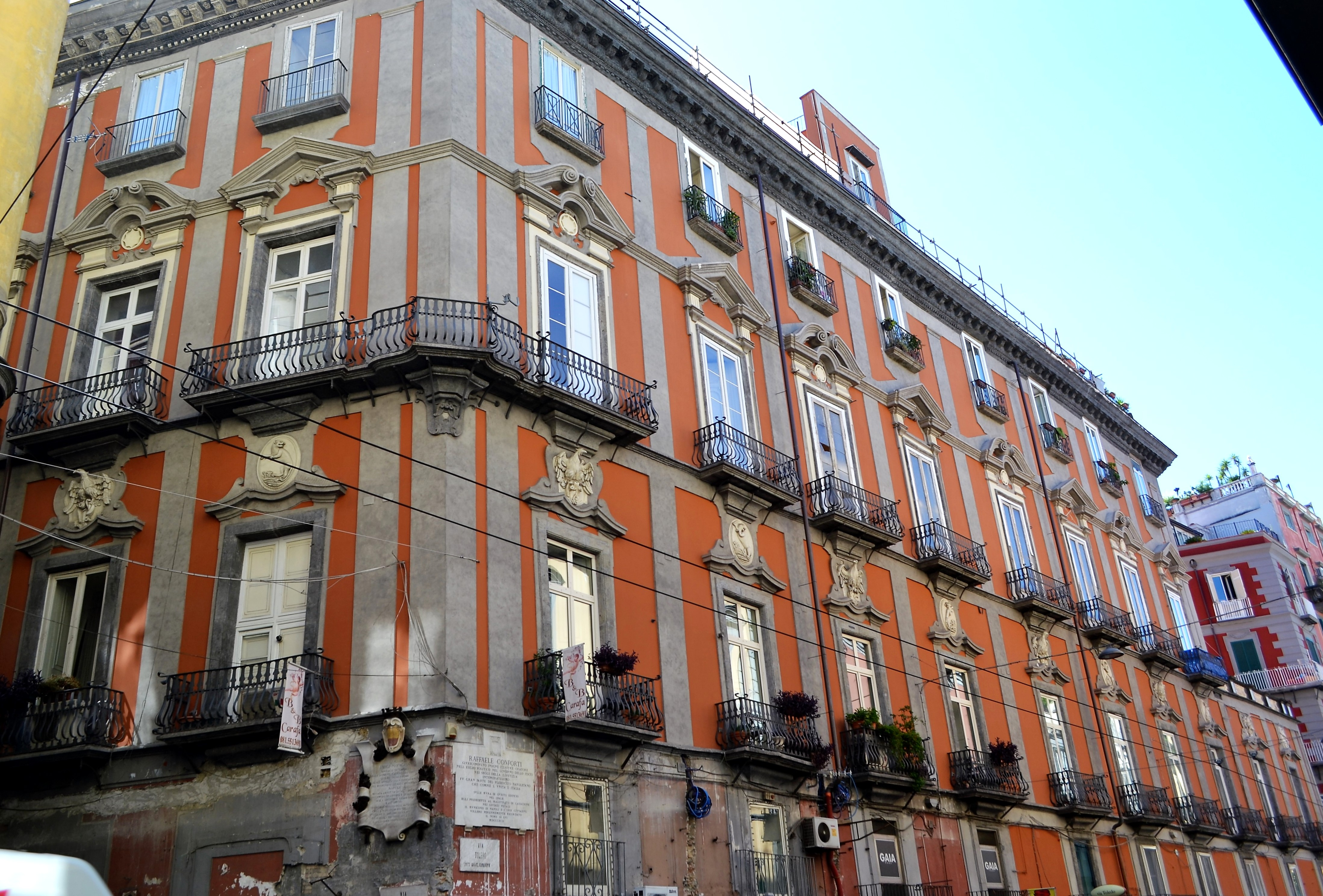
Facciata su via Toledo

La proprietà del palazzo, dopo un periodo nel quale si alternarono diversi acquirenti, vide nella prima metà del XVII secolo il trasferimento al banchiere fiammingo Gaspare Roomer per poi passare alla famiglia Carafa intorno al 1650 in cambio della loro villa di Barra, villa Bisignano. L'11 febbraio 1656 fu così acquistato ad un'asta pubblica da Diomede V Carafa, conte di Cerreto Sannita e duca di Maddaloni, che affidò i lavori di ristrutturazione e di abbellimento all'architetto Cosimo Fanzago.
Tali lavori, che si protrassero sin oltre il 1710, videro impegnati anche il marmoraro e piperniere Pietro Sanbarberio alla realizzazione del portale e i pittori Micco Spadaro e Giacomo del Pò, quest'ultimo che subentrò a Francesco Di Maria già sul finire del Seicento, alle decorazioni delle sale interne. Gli interventi del progetto fanzaghiano compresero la realizzazione del porticato antistante l'ingresso, l'ampliamento della scala principale che assunse la struttura che ancora attualmente ha, l'ampliamento del secondo piano con l'elevazione del terzo a cui fecero seguito opere strutturali notevoli come il rinforzo delle fondamenta ad oltre 17 metri di profondità, la realizzazione del grande portale principale e delle quattro facciate esterne, l'ampliamento della sala Maddaloni con la creazione del loggiato in marmo e del terrazzo all'esterno, la trasformazione delle finestre in balconi, la copertura delle preesistenti strutture con intonaci e stucchi e infine il collegamento idrico con l'acquedotto della Bolla.
Tra il 1766 e il 1770 furono invece intrapresi nuovi lavori di decorazione ed altri ambienti dell'edificio furono affrescati da Fedele Fischetti, che si occupò di dipingere anche la volta dell'androne del cortile.
Il palazzo appartenne ai Carafa di Maddaloni fino al 21 novembre 1806, quando Diomede Marzio Pacecco Carafa, sovraccarico di debiti, fu costretto a vendere la proprietà. L'immobile venne così frazionato in più parti man mano che si successero i nuovi proprietari. Oltre allo zio di Marzio Carafa, Tommaso Caracciolo, principe di Columbrano, che ottenne in un primo momento la parte più interessante del complesso, inclusa la sala Maddaloni, gli altri proprietari che si successero furono prima il principe di Avellino e poi, a partire dal 1850, la spartizione avvenne tra il principe Monaco di Arianello, il conte Garzilli, la duchessa Caetani di Miranda, il principe di Ottaiano, il Cavalier Del Prato e il duca di Catemario.
Negli inizi del XIX secolo furono quindi effettuati ulteriori lavori di trasformazione con la realizzazione della scala sussidiaria del conte Garzilli, collocata a sinistra del cortile e che dava accesso alla sua porzione di appartamento, la costruzione di un passetto coperto al terzo piano e il nuovo collegamento idrico con l'acquedotto del Carmignano.
Nel palazzo, come testimonia una lapide nell'angolo tra via Maddaloni e via Toledo, ebbe sede la Suprema Corte di Giustizia, di cui Raffaele Conforti fu uno degli illustri membri. Un'altra lapide testimonia invece che tra il 1901 e il 1903 visse nel palazzo il politico e sindaco della città Luigi Miraglia mentre un'altra ancora ricorda che vi visse e morì il filologo e letterato Leopoldo Rodinò.
Durante la seconda guerra mondiale fu gravemente danneggiato a causa di due bombe che colpirono il lato su via Senise e il cortile interno. Seppur dal 1939, con la nuova legge che protegge il patrimonio Architettonico e Culturale Nazionale, l'intero complesso fu vincolato, le parti crollate a seguito dei bombardamenti vennero ricostruite senza alcun'osservazione alle regole del restauro. Ulteriori danni furono poi causati nel 1980 anche dal terremoto dell'Irpinia, che lo costrinsero a ricevere un importante intervento di restauro conservativo avviato nel 1982 e che è durato più di 30 anni.

## Descrizione
Il palazzo occupa un intero isolato posto tra due vie di notevole importanza che scorrono laterali, via Toledo e via Sant'Anna dei Lombardi, e tra due vicoletti che collegano le stesse due arterie principali: via Tommaso Senise alle spalle e via Maddaloni dinanzi l'ingresso principale. La struttura presenta una planimetria irregolare, dovuta per lo più alle successive compravendite dei terreni e alle aggiunte realizzate in corso d'opera. Sulle finestre delle facciate esterne sono poste delle decorazioni in stucco con medaglioni ritraenti leoni e aquile, volute direttamente dal Carafa per simboleggiare le virtù della famiglia.

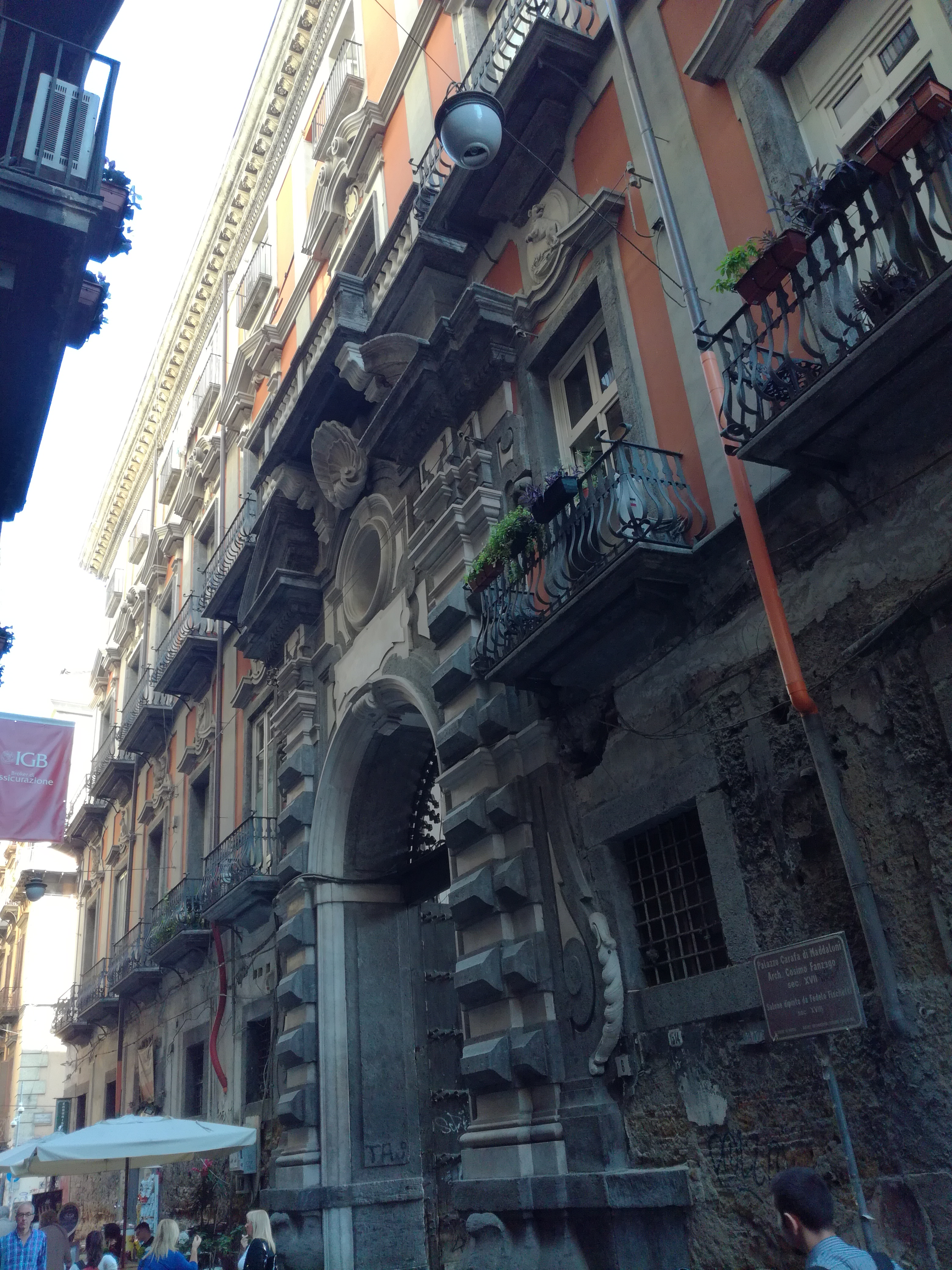
Scorcio del portale d'ingresso di Cosimo Fanzago

La facciata principale su via Maddaloni è caratterizzata da un grandioso portale in marmo e piperno che fungerà da modello per tutti i portali settecenteschi successivi. Questo è costituito da un arco d'ingresso a tutto sesto che ospita una rosta lignea del Seicento; ai lati del portale si ergono coppie di paraste tuscaniche sovrapposte in bugne alternate che poggiano su basamenti rigonfiati sovrapposti che a metà altezza sono interrotte da una fascia che si ricongiunge alle imposte dell'arco d'ingresso. Le paraste sono accompagnate ai lati da volute che terminano in fastigi e inoltre sono sormontate dalla trabeazione interrotta dall'apparato scultoreo in cartigli e da un'edicola tonda cava entro la quale era il busto di Diomede V Carafa. La macchina scenografica è conclusa da un timpano aperto che lambisce il balcone del piano nobile.
L'androne è caratterizzato dalla notevole altezza che comprende anche il piano ammezzato; la volta è affrescata da Fedele Fischetti mentre su una parete laterale ci sono i resti di una fontanella in marmo. Il cortile, di pianta rettangolare, presenta sulla destra la rampa di scale a due luci; sul fondo c'è il porticato secentesco che ha perso, parzialmente, l'apparato decorativo in stucco mostrando gli interventi eseguiti con il calcestruzzo sugli stipiti delle finestre.

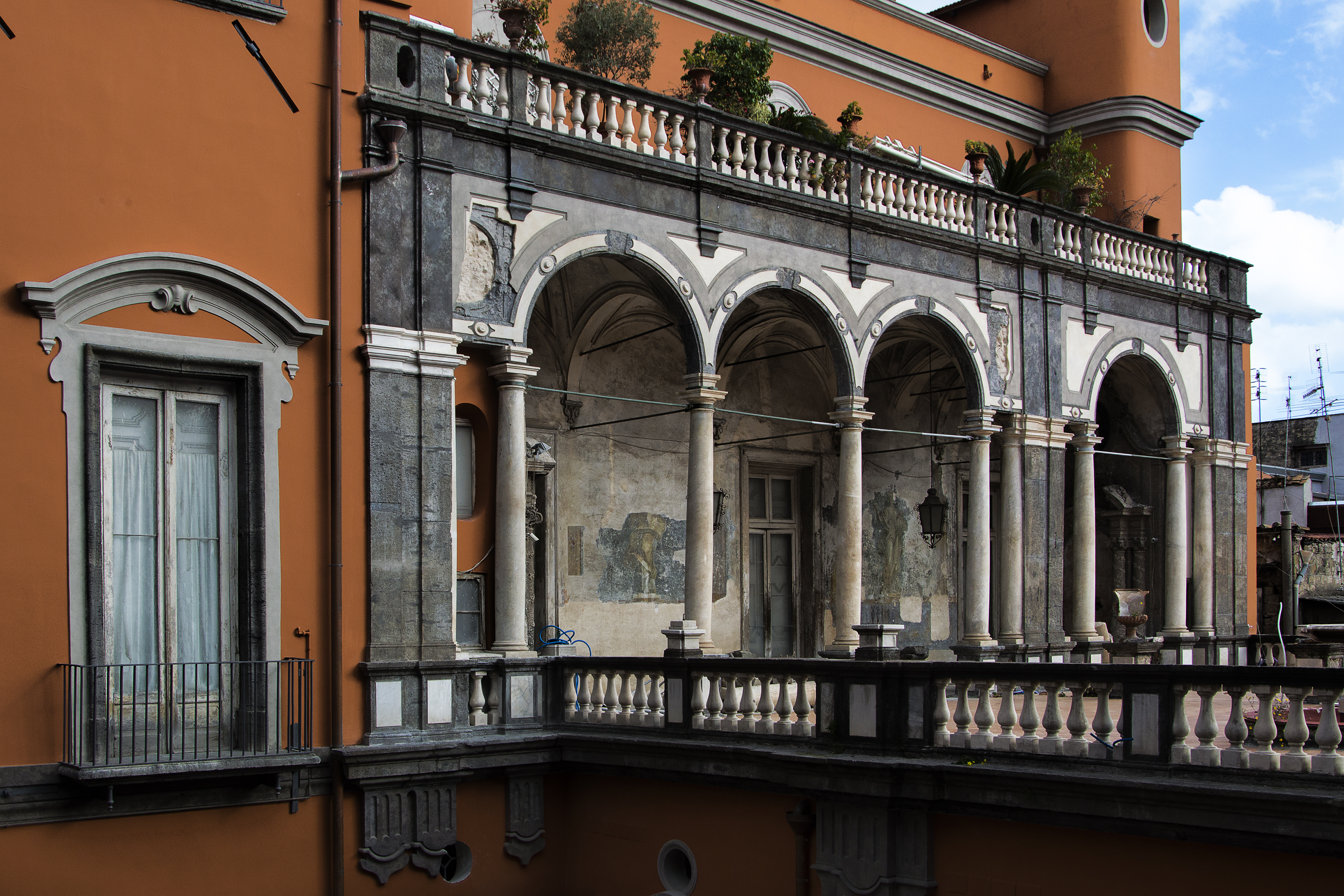
Loggiato al piano nobile (altra opera del Fanzago)

Al piano nobile si alternano diverse sale che attualmente risultano frazionate per la creazione di appartamenti. I diversi ambienti sono affrescati da alcuni dei più importanti pittori della scena barocca e rococò, quali Fedele Fischetti, Giacomo del Pò, Francesco Di Maria e Francesco De Mura. Tra le sale principali c'è la grande sala Maddaloni, appartenente alla prima metà del XVII secolo e sorta come grande galleria da ballo per le feste e ricevimenti, all'esterno della quale si apre invece un loggiato-serliana in marmo di ordine tuscanico concluso dalla balaustra del terrazzo superiore risalente questi due ultimi elementi ai lavori del Fanzago della seconda metà del Seicento. La sala vede al suo interno affreschi in trompe-l'œil lungo le pareti e nella base della volta con le Storie del trionfo di Alfonso d'Aragona iniziati da Giacomo del Po e completati da Fedele Fischetti tra il 1766 e il 1770 che ruotano per tutto il perimetro, al di sotto delle quali si aprono dei balconcini con finta ringhiera in legno. L'ambiente veniva utilizzato da Diomede Carafa come grande sala dell'arte utilizzata per lo più per il teatro, la danza e per la musica: qui si sono esibiti infatti Alessandro e Domenico Scarlatti, Giovanni Battista Pergolesi, Leonardo Leo e diversi altri compositori. Giacomo Casanova nelle sue Memorie la ricorda come "galleria ricchissima", mentre Tommaso Caracciolo ne descrive dettagliatamente le ricche decorazioni interne in una sua lettera del 1811 dopo aver acquistato lo stabile. Un'altra sala che conserva ancora il ciclo originario del Fischetti è invece quella della Scherma, mentre la sala Sferica (nome che deriva dalla sua forma architettonica) che era collocata ad angolo tra via Senise e via Toledo e che aveva sulla volta un ciclo di Giacomo del Po venne definitivamente distrutta durante la seconda guerra mondiale.
Altri ambienti dell'edificio rimandano a decorazioni barocche, rococò e neoclassiche di inizio Ottocento mentre su via Senise si apre infine un corridoio con arcate che attualmente risulta chiuso da superfetazioni varie.